# Luke Plapp
Lucas « Luke » Plapp, né le 25 décembre 2000 à Melbourne, est un coureur cycliste australien.
Il court sur route et sur piste. Il a notamment gagné une étape du Tour d'Italie 2025 et décroché la médaille de bronze de la poursuite par équipes aux Jeux olympiques de 2020.

## Biographie
En août 2018, Luke Plapp est sélectionné aux mondiaux sur piste juniors (moins de 19 ans). Il décroche trois médailles, dont deux titres sur la course aux points ainsi que la course à l'américaine (avec Blake Quick). Il est également médaillé de bronze de la poursuite par équipes. La même année, il est sur route champion d'Océanie du contre-la-montre juniors et champion d'Australie du contre-la-montre juniors. Lors des mondiaux du contre-la-montre juniors, il termine deuxième à une minute et 23 secondes de Remco Evenepoel. En décembre 2018, Plapp est honoré comme cycliste junior de l'année en Australie.
En début d'année 2019, il se classe deuxième du championnat d’Australie du contre-la-montre espoirs et devient champion d'Océanie de poursuite par équipes. L'année suivante, il est sacré champion d'Australie du contre-la-montre espoirs. Sur piste, il remporte la poursuite par équipes de la manche de Coupe du monde à Brisbane. Il participe également à ses premiers mondiaux élites et se classe 4e de la poursuite par équipes et 13e de la poursuite individuelle.
En 2021, il devient à 20 ans champion d'Australie du contre-la-montre chez les élites, avec plus d'une minute d'avance sur le double tenant du titre Luke Durbridge. En août, il est sélectionné pour disputer les Jeux olympiques de Tokyo 2020, où le quatuor australien vise la médaille d'or sur la poursuite par équipes. Néanmoins lors des qualifications, Alexander Porter casse son guidon, handicapant l'équipe australienne qui doit se contenter du cinquième temps, ce qui condamne leurs perspectives de titres. Le quatuor australien parvient finalement se qualifier pour la petite finale, où elle bat la Nouvelle-Zélande et remporte la médaille de bronze. En fin d'année, il est médaillé d'argent du championnat du monde du contre-la-montre espoirs.

### Ineos Grenadiers (2022-2023)

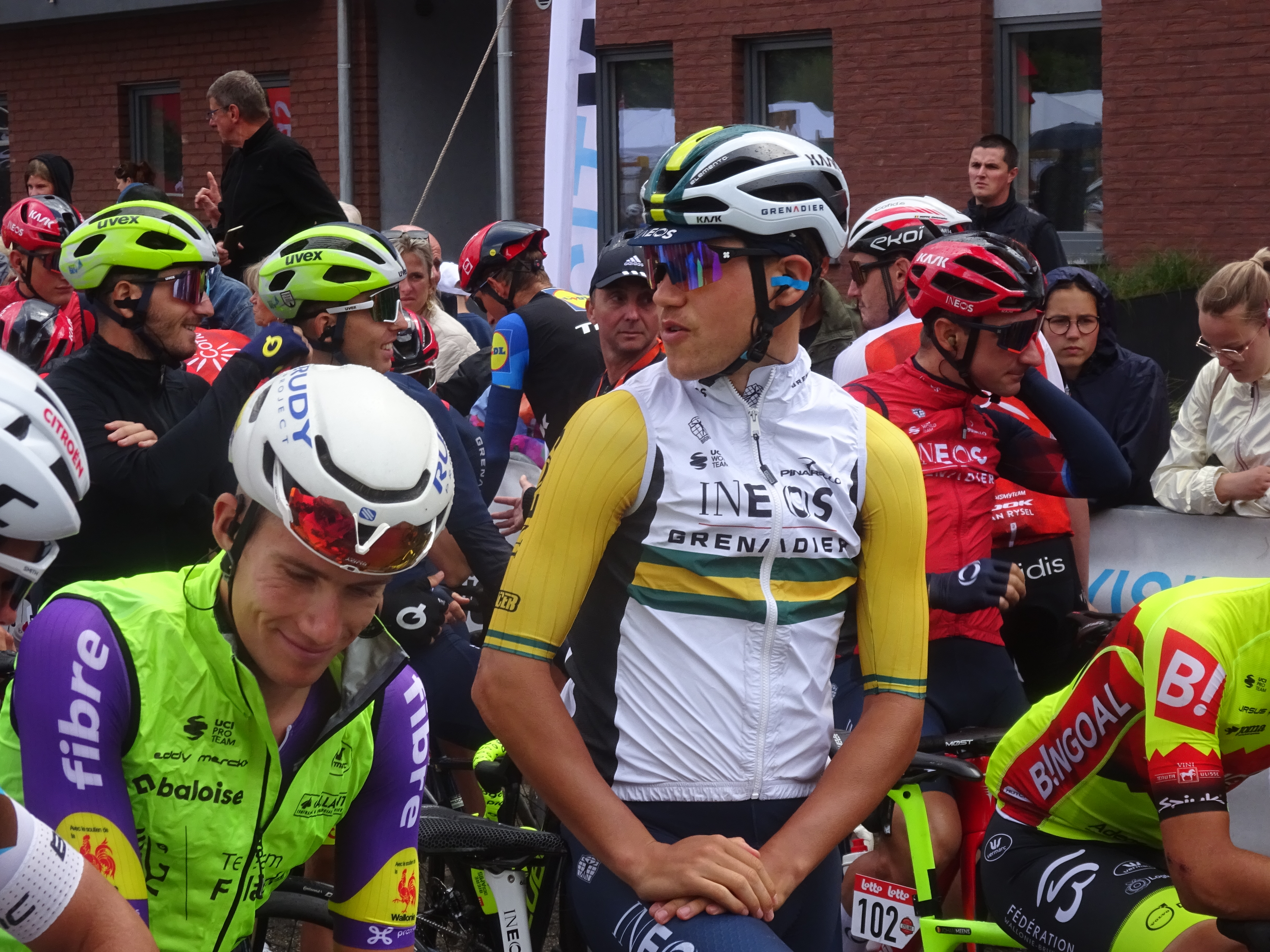
Luke Plapp au départ de la 5e étape du Tour de Wallonie 2023.

En 2022, il rejoint l'équipe World Tour Ineos Grenadiers, après avoir été stagiaire au sein de cette formation à la fin de la saison précédente. Il est d'entrée champion d'Australie sur route. Avec une 12e place au classement général du Tour des Émirats arabes unis, une 9e place au Tour de Romandie et une 3e place au Tour de Norvège, il obtient des résultats notables dès sa première année en tant que professionnel. Il participe également pour la première fois à un grand tour lors du Tour d'Espagne. Aux mondiaux sur route, il remporte la médaille de bronze du relais mixte.
En 2023, il conserve son titre de champion d'Australie sur route, puis se classe deuxième du Tour des Émirats arabes unis, décrochant ainsi son premier podium sur course par étapes du World Tour. Il enchaine ensuite les abandons sur le reste de la saison.

### Jayco AlUla (depuis 2024)
Bien qu'il dispose d'un contrat avec Ineos Grenadiers pour 2024, il quitte cette équipe en fin d'année 2023 et s'engage avec l'équipe australienne Jayco AlUla pour quatre saisons,. Il remporte aussitôt les championnat d'Australie du contre-la-montre. Lors de la course en ligne des championnats nationaux, il s'impose pour la troisième fois consécutive, devançant ses coéquipiers Chris Harper et Kelland O'Brien. Le 6 mars, il termine deuxième de la 4e étape de Paris-Nice, lâché par son compagnon d'échappée Santiago Buitrago à 1 200 m de l'arrivée au sommet du Mont Brouilly. Il endosse le maillot jaune de leader de l'épreuve qu'il garde pendant deux journées et termine la course à la sixième place du classement général. Sur le Tour d'Italie, il est leader pendant une journée du classement des jeunes après le contre-la-montre de la 7e étape. Lors du contre-la-montre des Jeux olympiques de Paris, il chute et doit subir une intervention chirurgicale.
En 2025, il devient champion d'Australie du contre-la-montre pour la troisième fois et termine deuxième de la course en ligne derrière son coéquipier Luke Durbridge. Après avoir terminé sixième au classement général du Tour Down Under, il doit déclarer forfait pour la Cadel Evans Great Ocean Road Race en raison d'une opération au poignet. Cette situation est due à une chute à l'entraînement en décembre, qui a aggravé une blessure antérieure. Il revient à la compétition lors du Tour de Grèce en avril et remporte l'étape reine de la course. En mai, il participe au Tour d'Italie, où il remporte la 8e étape après une échappée en solitaire de 45 kilomètres, décrochant ainsi sa première victoire d'étape sur un grand tour. 

## Palmarès sur route

### Par année
- 2018
  -  Champion d'Océanie du contre-la-montre juniors
  -  Champion d'Australie du contre-la-montre juniors
  -  Médaillé d'argent du championnat du monde du contre-la-montre juniors
- 2019
  - 4e étape du Tour des Tropiques
  - 5e étape du Tour of the Great South Coast (contre-la-montre par équipes)
  - 2e du championnat d’Australie du contre-la-montre espoirs
- 2020
  -  Champion d'Australie du contre-la-montre espoirs
- 2021
  -  Champion d'Australie du contre-la-montre
  - 2e étape du Santos Festival of Cycling
  -  Médaillé d'argent du championnat du monde du contre-la-montre espoirs
  - 2e du Santos Festival of Cycling
- 2022
  -  Champion d'Australie sur route
  - 1re étape du Tour de Bright
  -  Médaillé de bronze du championnat du monde du contre-la-montre par équipes en relais mixte
  - 3e du Tour de Norvège
  - 9e du Tour de Romandie
- 2023
  -  Champion d'Australie sur route
  - Tour de Bright :
    - Classement général
    - 2e (contre-la-montre) et 3e étapes

  - 2e du Tour des Émirats arabes unis
- 2024
  -  Champion d'Australie sur route
  -  Champion d'Australie du contre-la-montre
  - Tour de Bright : 
    - Classement général
    - 2e étape (contre-la-montre)

  - 6e de Paris-Nice
- 2025
  -  Champion d'Australie du contre-la-montre
  - 2e étape du Tour de Grèce
  - 8e étape du Tour d'Italie
  - 2e du championnat d'Australie sur route
  - 6e du Tour Down Under
  - 7e de la Classique de Saint-Sébastien

### Résultats sur les grands tours

#### Tour de France
1 participation
- 2025 : 121e

#### Tour d'Italie
2 participations
- 2024 : 52e
- 2025 : abandon (17e étape), vainqueur de la 8e étape

#### Tour d'Espagne
1 participation
- 2022 : 95e

### Classements mondiaux
| Année                                 | 2019  | 2020 | 2021 | 2022 | 2023 | 2024 |
| ------------------------------------- | ----- | ---- | ---- | ---- | ---- | ---- |
| Classement mondial                    | 1634e | 841e | 446e | 151e | 202e | 145e |
| UCI Oceania Tour                      | 82e   | 44e  | 23e  | 8e   | 14e  | 10e  |
|                                       |       |      |      |      |      |      |
| Légende : nc = non classéSource : UCI |       |      |      |      |      |      |

## Palmarès sur piste

### Jeux olympiques
- Tokyo 2020
  -  Médaillé de bronze de la poursuite par équipes

### Championnats du monde
- Berlin 2020
  - 4e de la poursuite par équipes
  - 13e de la poursuite
- Roubaix 2021
  - 8e de l'américaine

### Championnats du monde juniors
- Aigle 2018
  -  Champion du monde de course aux points juniors
  -  Champion du monde de l'américaine juniors (avec Blake Quick)
  - ' Médaillé de bronze de la poursuite par équipes juniors

### Coupe du monde
- 2018-2019
  - 3e de la poursuite par équipes à Hong Kong
- 2019-2020
  - 1er de la poursuite par équipes à Brisbane (avec Kelland O'Brien, Alexander Porter, Sam Welsford et Leigh Howard)

### Jeux du Commonwealth
| Édition / Épreuve | Poursuite par équipes |
| Birmingham 2022   | Bronze                |

### Championnats d'Océanie
| Édition / Épreuve | Poursuite individuelle | Poursuite par équipes |
| Adélaïde 2018     | Argent                 |                       |
| Invercargill 2019 |                        | Or                    |

### Championnats d'Australie
- 2018
  -  Champion d'Australie de poursuite par équipes (avec Leigh Howard, Kelland O'Brien et Godfrey Slattery)
- 2019
  -  Champion d'Australie de poursuite individuelle